# Валенте, Дженнифер
Дженнифер Валенте (англ. Jennifer Valente; род. 24 декабря 1994, Сан-Диего, Калифорния) — американская профессиональная велогонщица, выступающая преимущественно на треке, трёхкратная олимпийская чемпионка, многократная чемпионка мира.

## Спортивная карьера

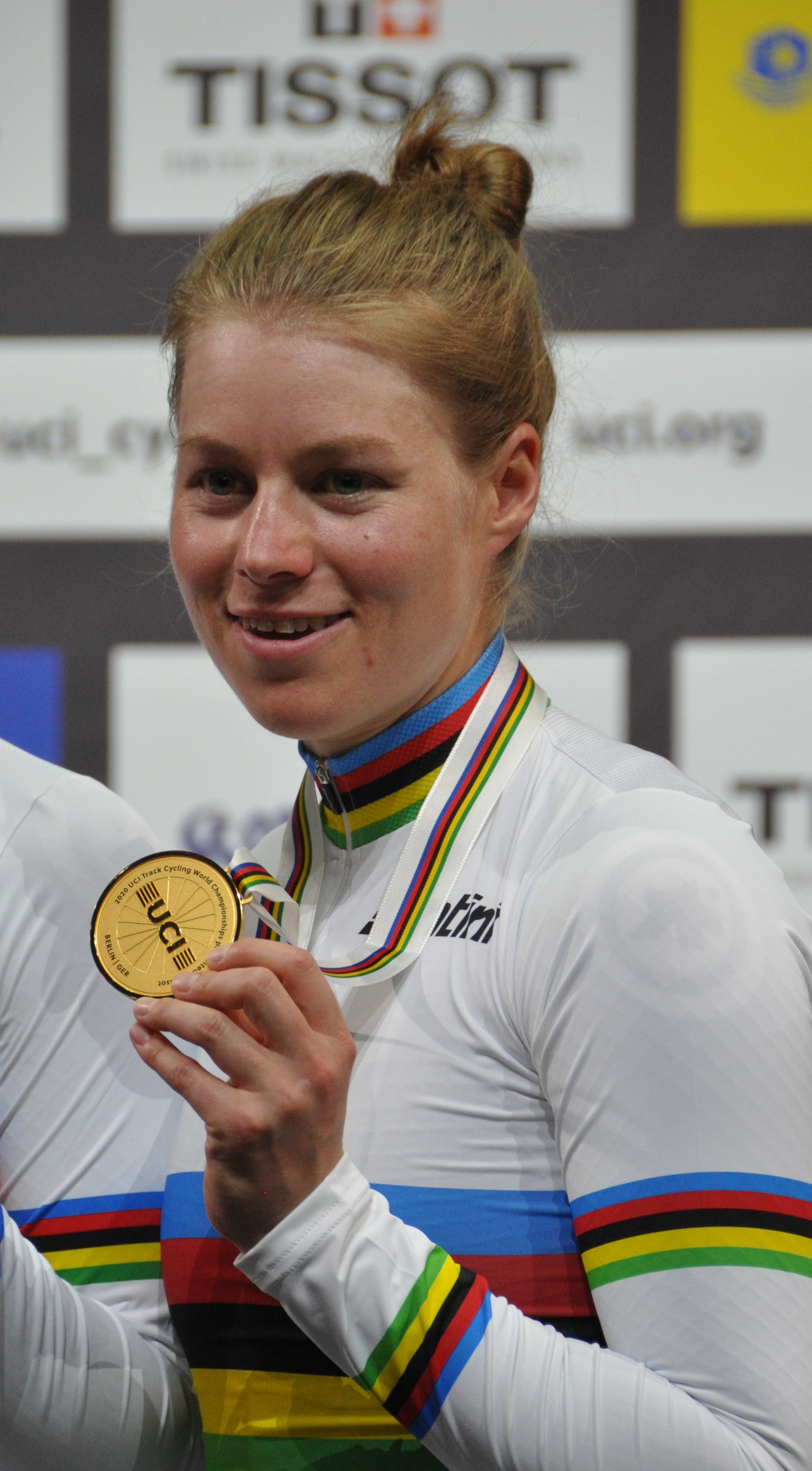
2020 год

Дженнифер Валенте начала заниматься трековым велоспортом в возрасте 14 лет, когда посетила открытые соревнования на велодроме в Сан-Диего. С тех пор она не менее 17 раз становилась чемпионкой США в различных возрастных группах (по состоянию на конец 2015 года). В 2011 году она завоевала титул чемпионки мира в скрэтче на чемпионате мира по трековому велосорту среди юниоров.
В 2015 году Валенте стала трёхкратной чемпионкой Панамериканского континента в одиночной гонке[что?], скрэтче и командной гонке (вместе с Келли Кэтлин, Сарой Хаммер и Рут Уиндер). В 2016 году вместе с Хаммер, Кэтлин и Хлоей Дайгерт она стала чемпионкой мира в командной гонке преследования. В том же году она приняла участие в летних Олимпийских играх в Рио-де-Жанейро, где вместе с Кэтлин, Дайгерт и Уиндер завоевала серебряную медаль в командной гонке преследования. В следующем году она стала чемпионкой мира в этой же дисциплине на чемпионате мира по трековому велоспорту в Гонконге; в 2018 году женская четвёрка из США в составе Валенте, Дайгерт, Кэтлин и Кимберли Гейст повторила этот успех. Вместе с Дайгерт, Лили Уильямс и Эммой Уайт она в третий раз стала чемпионкой мира в командной гонке преследования в Берлине в 2020 году; она завоевала серебро в скрэтче и гонке по очкам.
Выиграла общий зачёт в омниуме на Кубке мира по трековому велоспорту в сезоне 2019/20.
В 2021 году, на летних Олимпийских играх 2020 года в Токио Дженнифер Валенте выиграла золото в омниуме и серебряную медаль в командной гонке преследования вместе с Меган Ястраб, Дайгерт, Уайт и Уильямс. На чемпионате мира в том же году она заняла третье место в скретче и гонке на выбывание. В 2022 году она выиграла два этапа Кубка наций в гонке на выбывание и, таким образом, победила в общем зачёте. В 2022 и 2023 годах она стала чемпионкой мира в омниуме, а в 2023 году — и в скрэтче. В 2023 году она также завоевала бронзу в гонке на выбывание.
В 2024 году Валенте завоевала пять титулов на Панамериканском чемпионате. В июне того же года стало известно, что она примет участие в летних Олимпийских играх в Париже.
На Олимпийских играх 2024 года в Париже завоевала золото в командном преследовании и омниуме.
Параллельно с велосипедной карьерой Валенте изучает машиностроение в Университете Колорадо с 2014 года.

## Рейтинги
| Год                 | 2017  | 2018  | 2019  |
| ------------------- | ----- | ----- | ----- |
| Мировой рейтинг UCI | 333-й | 262-й | 607-й |
| Мировой тур UCI     | -     | 134-й | -     |
|                     |       |       |       |
| Источник: UCI       |       |       |       |